# Paul Bartsch
Pour les articles homonymes, voir Bartsch.

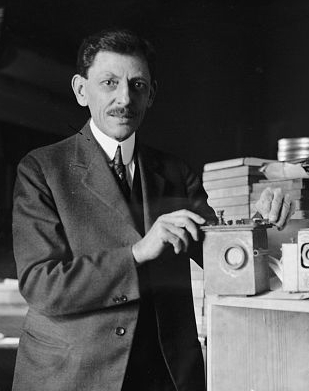
Paul Bartsch avec sa caméra sous-marine en 1926.

Paul Bartsch est un malacologiste et un carcinologiste américain d’origine allemande, né le 14 août 1871 à Tuntschendorf en Silésie et mort le 24 avril 1960 à McLean en Virginie.
Il émigre aux États-Unis d'Amérique dans les années 1880 et obtient son doctorat à l’université de l'Iowa en 1905. Il est instructeur à l’université George Washington et devient conservateur à la Smithsonian Institution de 1914 à 1945. Il est l’inventeur, en 1922, d’une des premières caméras sous-marines.

## Source
- (en) BEMON